# Lijst van afleveringen van The Closer (1998)
Dit is een lijst met afleveringen van de Amerikaanse televisieserie The Closer (1998). De serie telt 1 seizoen. Een overzicht van alle afleveringen is hieronder te vinden.

## Seizoen 1
| Nr. | Titel aflevering               | Uitzenddatum VS  |
| --- | ------------------------------ | ---------------- |
| 0   | Pilot                          | 23 februari 1998 |
| 2   | Morality Bites                 | 2 maart 1998     |
| 3   | Dobbs Takes a Holiday          | 9 mei 1998       |
| 4   | The Rebound                    | 16 maart 1998    |
| 5   | Baby, It's Cold Outside        | 6 april 1998     |
| 6   | Honor Thy Jack                 | 13 april 1998    |
| 7   | Deep Game                      | 20 april 1998    |
| 8   | The Hand That Rocks the Office | 27 april 1998    |
| 9   | My Best Friend's Funeral       | 4 mei 1998       |
| 10  | The Closure                    | onbekend         |